# Matthias Döring
Matthias Döring (* 1390er-Jahre in Kyritz; † 24. Juli 1469 ebenda; auch Mathias und Döhring, Thoring, Thoryngus), Doctor armatus, war ein deutscher Franziskaner, Historiker und Theologe.

## Werdegang
Matthias Döring trat jung in die Sächsische Franziskanerprovinz (Saxonia) ein und ging für fünf Jahre zum Studium nach Oxford. 1422 kam er nach Erfurt und begann 1422 mit Vorlesungen zum Sentenzenkommentar des Petrus Lombardus. 1424 wurde er an der Universität Erfurt zum Doktor der Theologie promoviert und erhielt den an der Universität bestehenden franziskanischen Lehrstuhl, den bis 1420 Christian von Hiddestorf innegehabt hatte. 1434 wird er als theologischer Doktor an der theologischen Fakultät der Universität Rostock genannt, als er dort mit Johannes Bremer einen jungen Mitbruder, Helmich von Gandersen (Gandersheim), promovierte.
1427 wurde Matthias Döring auf dem Provinzkapitel in Erfurt zum Provinzialminister der Saxonia gewählt, nachdem der 1421 gewählte Friedrich Macharim abgedankt hatte. Döring übte dieses Amt bis zum 1. August 1461 aus. 1443 wurde er in Bern zum Generalminister der Minderheit im Franziskanerorden gewählt, die in der Auseinandersetzung mit Papst Eugen IV. den Konziliarismus vertrat und auf Seiten des Gegenpapstes Felix V. stand. Das Generalat Dörings erlosch mit der Resignation Felix’ V. 1449. 1461 zog er sich, amtsmüde nach den Auseinandersetzungen um die Observanz in der Saxonia und vom Magdeburger Erzbischof Friedrich III. von Beichlingen exkommuniziert, in das Franziskanerkloster in seinem Heimatort Kyritz zurück, wo er bis zu seinem Tod 1469 literarisch tätig war.

## Theologische Positionen
Dörings theologische Schriften stehen in der Nachfolge des franziskanischen Theologen Johannes Duns Scotus. Er verteidigte die Schriften des Exegeten Nikolaus von Lyra, ebenfalls Franziskaner, gegen den spanischen Judenchristen und Bischof Paulus von Burgos, wobei er, da selber kein Fachexeget und zudem zu sehr auf die scholastische Franziskanerschule festgelegt, aus einem verengten Horizont heraus argumentierte.
Matthias Döring nahm ab 1432 als Vertreter seiner Ordensprovinz und der Universität Erfurt mit etwa 50 weiteren Franziskanern am Konzil von Basel teil. Nachdem das Konzil 1443 mit Papst Eugen IV. gebrochen hatte, stand er mit einer Minderheit seines Ordens auf Seiten des Konzils und gegen den Papst. In Predigten, Ansprachen und schriftlichen Traktaten vertrat er eine konziliaristische Position und sah bei den Konzilien „die unaufgebbare Autorität“, die Kirche zu leiten; diese Vollmacht verleihe das Konzil „von alters her, wegen der überaus hervorragenden Heiligkeit der Päpste, diesen Päpsten als dienende Leitung“, aber es müsse bei Machtstreben, Missbrauch und Anmaßung der Päpste diesen die Leitungsvollmacht wieder entziehen. Diese Position erwies sich im weiteren Verlauf nach dem Abbruch des Konzils 1449 als die unterlegene.
1444 beauftragte ihn Kurfürst Friedrich II. von Brandenburg damit, Angriffe gegen das Wilsnacker Hostienwunder abzuwehren, die von Heinrich Tocke erhoben wurden.

## Stellung zur Armutsfrage
Zusammen mit seinem Ordensbruder Johannes Bremer verfasste Matthias Döring 1431 die Propositio circa Hussitarum articulum de donatione Constantini, eine Streitschrift gegen die Hussiten und deren Angriffe auf den Stand der Priester und Ordensleute und deren weltlichen Besitz. Er legte die evangelische Armut so aus, dass nicht der gute Gebrauch von Besitz die Christen „untreu“ (so der Vorwurf der Hussiten) mache, sondern dessen Missbrauch, und begründete seine Position damit, dass Gott dem Menschen in der Schöpfung „alles zu Füßen gelegt“ habe (Ps 8,7 ); ein allgemeines Gesetz Gottes gegen Besitz könne niemand einhalten. Kleriker dürften im Rahmen der Gesetze der Kirche gemeinschaftlichen Besitz haben. Jesu Forderung auf Verzicht und zum Verschenken der Habe (Lk 14,33 , Mt 19,21 ) interpretierte er nicht als Gebot und bleibenden Auftrag für Ordensleute, sondern als Rat und zeitgebundene Anleitung für alle Christen.
Innerhalb des Ordens stand er der Observanzbewegung sehr kritisch gegenüber. Beim Generalkapitel in Bologna 1433 legte er von ihm erarbeitete Konstitutionen mit Regelerleichterungen gegenüber den Martinianischen Konstitutionen vor (conflatum super Martinianas); französische Observanten wandten sich daraufhin an das Konzil von Basel.
Die von der Observanzbewegung angestoßene Reform des Ordens verzögerte sich in der Saxonia wegen Dörings ablehnender Haltung als Provinzialminister, während in anderen deutschen Provinzen Franziskanerniederlassungen flächendeckend nach den observanten oder martinianischen Regeln reformiert wurden, wobei die Initiative oft von den weltlichen oder auch geistlichen Stadt- oder Landesherren ausging oder unter Kuratel des Stadtrates stand. Im Konvent in Eisenach wurde auf Betreiben von Landgraf Friedrich dem Friedfertigen, der sich brieflich bei Provinzialminister Döring dafür eingesetzt hatte, 1438 die Observanz eingeführt; 1461 exkommunizierte der Magdeburger Bischof Friedrich III. von Beichlingen Matthias Döring und seinen Nachfolger als Provinzialminister, Nikolaus Lackmann, im Konflikt um die Einführung der Observanz im dortigen Franziskanerkloster. In Mecklenburg blieben die Reformbemühungen bis zum Ende des 15. Jahrhunderts ohne Erfolg. Der Konvent in Rostock blieb Anlaufstelle für Observanzgegner.
Es ging dem Provinzial Döring darum, die Klöster der konventualen und der martinianischen Richtung unter seiner Zugriffsmöglichkeit zu behalten und nicht noch mehr Konvente an die Observanten zu verlieren. Er bot daher den observant ausgerichteten Konventen als „Reformierte sub ministris“ die Zuordnung zu einem Visitator regiminis im Rang eines Kustos an, der dem Provinzial unterstellt war. Erster Visitator war ab 1461 Johann Kannemann, das Amt bestand bis 1509. Nacheinander wurden mehrere Konvente der Provinz im Geiste dieser Lebensform reformiert, die geprägt war von einer konsequenteren Auslegung des Armutsgelübdes und des Umgangs mit Geld. Der Besitz von Liegenschaften und feste Einkünfte sollten verboten sein, sonstige Einkünfte waren im Besitz des Heiligen Stuhls und sollten von einem weltlichen Prokurator verwaltet werden. Dieses Ideal ließ sich aber in der Praxis nicht durchsetzen, zumal Provinzial Döring es nicht forcierte. Döring dachte bei seiner Abmilderung der Armutsanforderungen auch an den Studienbetrieb in den verschiedenen Studienhäuser der Provinz zur Ausbildung des Ordensnachwuchses, vor allem an das Zentralstudium in Erfurt und die Klosterbibliotheken, die er durch eine allzu strikte Auslegung des Armutsgelübdes für gefährdet hielt, waren doch bei den Observanten auch bildungsfeindliche Tendenzen zu erkennen. Matthias Döring bemühte sich um behutsamere Reformen für die jeweils verschiedenen Konvente und Ordensmitglieder. Seine Positionen legte er in einer Streitschrift Informatio de regula fratrum minorum am 16. Oktober 1451 der theologischen Fakultät in Erfurt vor. Am Ende der Amtszeit Dörings 1461 waren nur sieben der rund 80 Konvente der Saxonia zur strengen Observanz übergegangen, die meisten waren martinianisch.

## Werke
- Informatio de regula fratrum minorum. Erfurt, 16. Oktober 1451 (Gutachten über die Regel der Minderbrüder).
- Defensorium postillae Nicolai Lyrani, u. a. in: Postilla litteralis in vetus et novum testamentum mit Expositiones prologorum von Guilelmus Brito, Additiones ad Postillam Nicolai de Lyra von Paulus Burgensis und Replicae contra Burgensem von Matthias Doering. (Hrsg. Nicolaus de Lyra), u. a. Straßburg vor 14. April 1477 (Drucker des Henricus Ariminensis, d. i. Georg Reyser); auch in: Biblia mit Glossa ordinaria, Postilla litteralis von Nicolaus de Lyra, Expositiones prologorum von Guilelmus Brito, Additiones ad Postillam Nicolai de Lyra von Paulus Burgensis und Replicae contra Burgensem von Matthias Doering. Band 1, (Hrsg. Sebastian Brant) Basel 5. September 1498 u.ö.
- Matthiae Doeringii, Doctor. Ordin. Minor. Continuatio Chronici Theodorici Engelhusii, Ab Anno MCCCCXX. usque ad Annum MCCCCXCVIII. Ex Codice Msc. Bibliothecae Academicae Lipsiensis Descripta. In: Scriptores Rervm Germanicarvm, Praecipve Saxonicarvm. Bd. 3, Martinus, Lipsiae 1730, S. 1–54.
- Confutatio primatus Papae (1443?), hrsg. von Flacius Illyricus als Scriptum contra primatum papae, ante annos 100. compositum. Rödinger, Christian d. Ä., Magdeburg 1550 (Digitalisat) (anonym, Matthias Döring zugeschrieben)[18]